# TEE Settebello

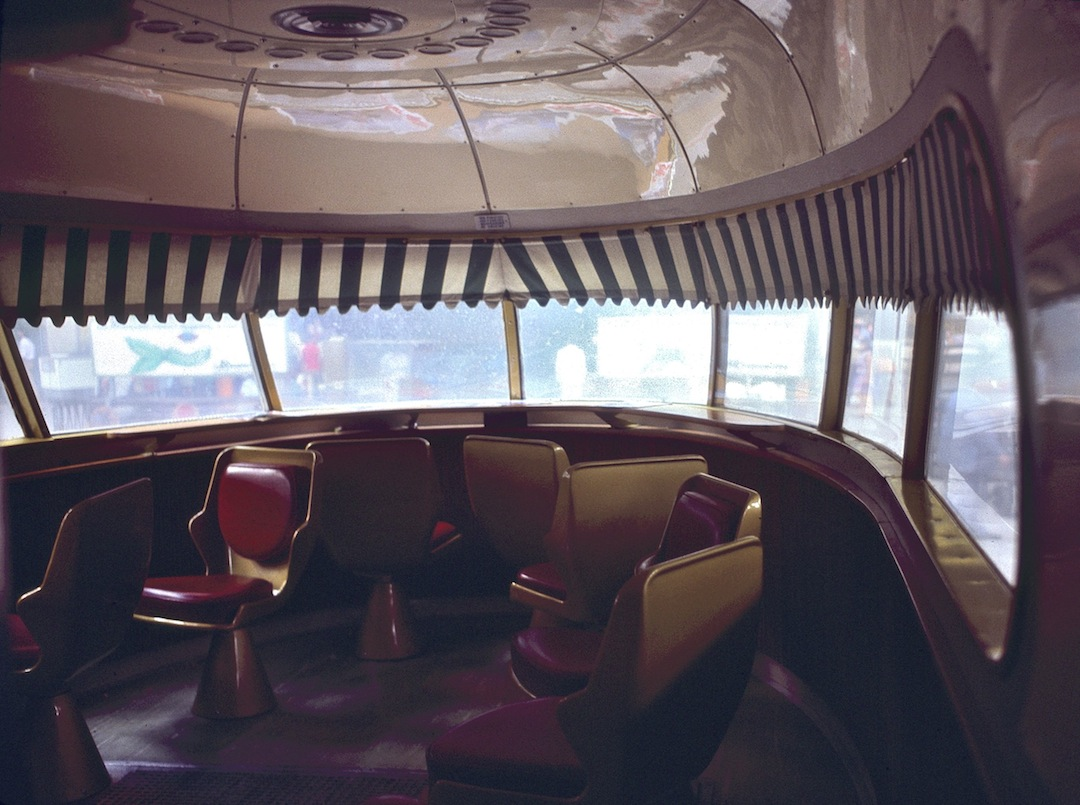
Le salon d'un ETR 300, situé en avant de la cabine de conduite (1983)

Le TEE Settebello était un train de la catégorie des Trans-Europ-Express (TEE) interne italien, qui reliait Milan à Rome durant dix années, entre 1974 et 1984. Il tenait son nom d'une combinaison du jeu de carte la Scopa, qui signifie le beau sept.

## Historique
Dès 1954, les trois rames ETR 300 des Ferrovie dello Stato (FS) effectuaient la relation  elettrotreno de luxe entre la capitale italienne et Milan, capitale de la Lombardie et « cœur économique de l'Italie ». Ces rames n'offraient que des places première classe et comprenait une voiture-restaurant. Le public avait déjà baptisé ce train Settebello, mais il ne porta officiellement ce nom qu'à partir du 28 septembre 1958.
Le 26 mai 1974, le Settebello devint un TEE. Aucune innovation ne fut apportée ; horaires et matériel roulant restèrent inchangés ! De plus, la relation Milan – Rome comprenait déjà une liaison TEE depuis une année : le TEE Vesuvio, qui se prolongeait jusqu'à Napoli-Mergellina. En fait, il s'agissait juste pour les FS de confirmer que la grande classe offerte par ce train méritait bien les standards TEE.

### Itinéraire et points d'arrêts
Milano C – Bologna C – Firenze S.N.M. – Roma Termini.

### Matériel roulant
Durant toute son exploitation, le TEE Settebello fut assuré par les trois trains ETR 300, qui étaient réservés à ce seul service ; deux assuraient simultanément la relation en sens opposés, le troisième restait en entretien au dépôt de Milano Greco.
En cas d'indisponibilité des ETR 300, la relation pouvait être également assurée par des ETR 220, 250 Arlecchino, voire ALe 601. Ces remplacements devenaient de plus en plus fréquents vers la fin.

### Numérotation
- TEE 69 Milan – Rome
- TEE 68 Rome – Milan

### Restauration
La restauration était assurée par la Compagnie des wagons-lits (CIWL)

## L'après-TEE
Après plus de trente ans de bons et loyaux services, les ETR 300, commencent à accuser leur âge ; la clientèle des TEE ne voulait plus se contenter de véhicules aussi anciens. Le 3 juin 1984, le Settebello effectue son dernier voyage, et est remplacé dès le lendemain par une rame tractée comprenant des voitures Gran Confort de 1re classe, et tirée par une E 444. Les ETR 300 assureront après leur retrait du Settebello des services de treno rapido (it) Milano C – Firenze S.N.M. – Venezia S.L., jusqu'en 1992.
Auprès de la clientèle, le nom Settebello désignait les  ETR 300 ; il fallut donc rebaptiser la relation : elle prit le nom de TEE Colosseum, en l'honneur du célèbre monument romain. Trois ans plus tard, l'adjonction de voitures de 2e classe déclassera la relation en InterCity.
Dès 1989, le train devient un EuroCity international et traverse les Alpes pour relier l'Allemagne via la Suisse : Roma Termini – Milano C – ligne du Gothard – Luzern – Basel SBB – Mannheim Hbf – Frankfurt (Main) Hbf.
Le Colosseum sera limitée à Bâle deux ans plus tard avec l'introduction des services Intercity-Express de la Deutsche Bundesbahn (DB), puis disparaîtra complètement le 31 mai 1997, lorsque les ETR 470 Cisalpino s'approprièrent dès le lendemain les relations diurnes à travers le Gothard.